# ألكسيس ريبيرا
ألكسيس ريبيرا (بالإسبانية: Alexis Ribera)‏ هو لاعب كرة قدم بوليفي في مركز الوسط، ولد في 13 أغسطس 1995. لعب مع أورينتي بيتروليرو.